# Psautier d'Egbert
Le psautier d'Egbert, connu également sous le nom de psautier de Gertrude, est un manuscrit enluminé de l'époque ottonienne qui est considéré comme un chef-d'œuvre de l'art du Haut Moyen Âge. Il a été inscrit à la liste du patrimoine de l'humanité de l'UNESCO en 2003, avec neuf autres manuscrits de l'école de l'abbaye de Reichenau. Il se trouve au Musée archéologique national de Cividale del Friuli en Italie, sous la cote Codex 136.

## Description

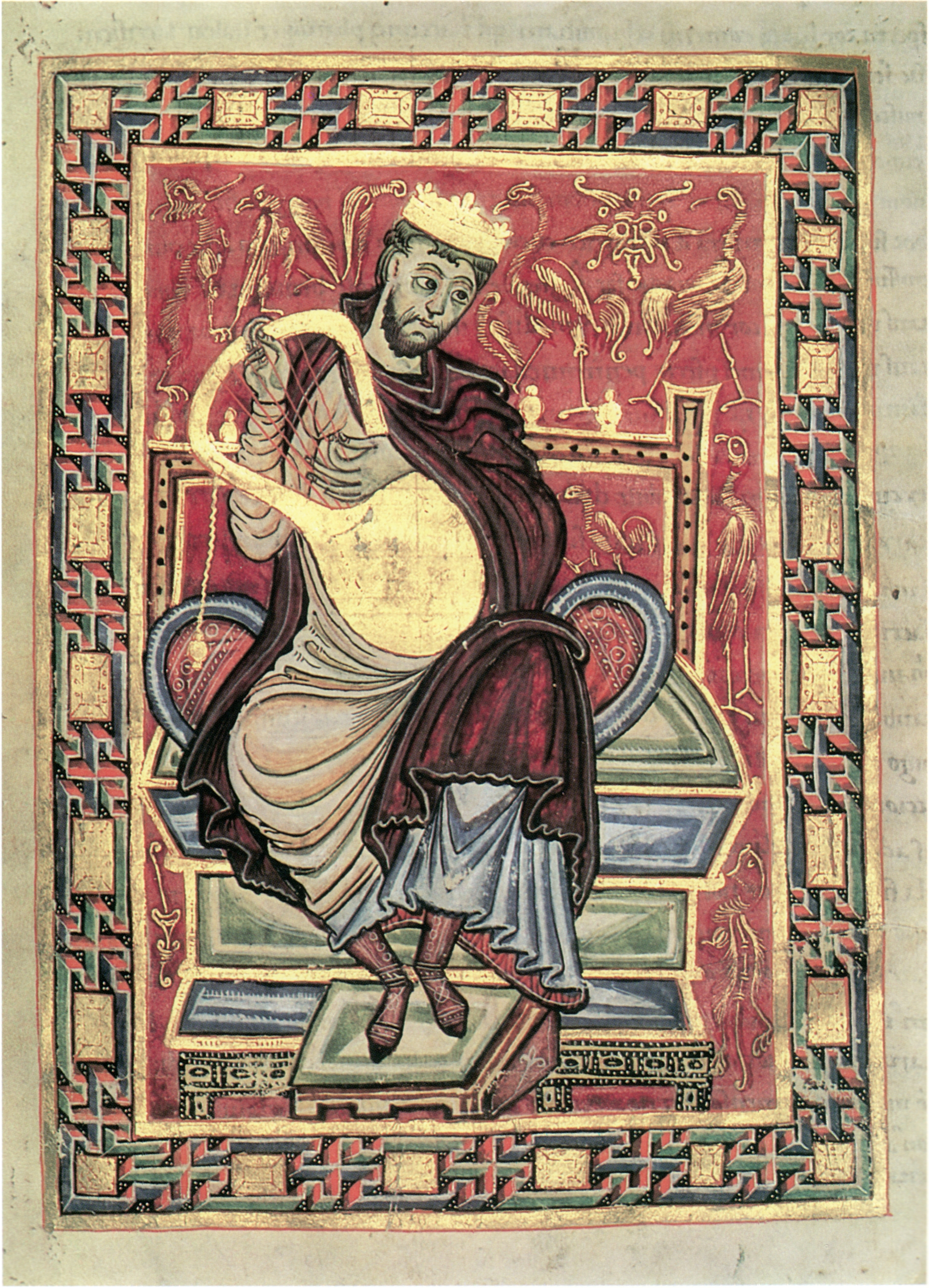
Miniature du roi David au folio 20 verso

Ce psautier se présente sous la forme d'un manuscrit sur parchemin de 23,8 cm sur 18,8 cm de 233 folios avec entre autres dix-neuf miniatures de pleine page. Il est nommé d'après l'archevêque Egbert de Trèves (977-993). Le cycle de la fondation du manuscrit est illustré en quatre miniatures de pleine page: la première (folio 16 verso) montre le moine Ruodprecht de l'abbaye bénédictine de Reichenau offrant debout et incliné le manuscrit à deux mains à l'archevêque trônant (folio 17 recto) représenté la crosse en main sur la deuxième miniature ; la troisième miniature présente l'archevêque debout et incliné, revêtu de son pallium, qui offre à deux mains le manuscrit à saint Pierre, patron de la cathédrale de Trèves, qui est représenté sur la quatrième (folio 19 recto) assis sur son trône.
Le texte commence par la représentation habituelle du roi David sur la page faisant face au début du texte des psaumes qui est orné d'une lettrine historiée au premier psaume. Chacun des dix psaumes débute par une lettrine doublement ornée de côté et montrant en face un évêque de Trèves: d'abord saint Euchaire, puis saint Valère de Trèves et saint Materne qui selon la tradition aurait été envoyé par saint Pierre lui-même chez les Germains. Chaque évêque ou archevêque est dépeint debout en train de prier les mains ouvertes, les bras à moitié repliés vers la poitrine. Ils sont auréolés et considérés donc comme saints. Cette rangée d'illustrations tout à fait inhabituelle s'explique par la position de l'archevêque de Trèves qui est alors primat des Gaules et primat de Germanie et qui possède la férule pétrinienne (conservée aujourd'hui au trésor de la cathédrale de Limburg), relique recueillant un morceau de la férule de l'apôtre Pierre.
Le psautier a été composé à l'abbaye de Reichenau vers 980. Le scriptorium de l'abbaye est à l'origine de manuscrits remarquables de la Renaissance ottonienne dont le fameux évangéliaire de l'abbaye de Poussay.

## Historique

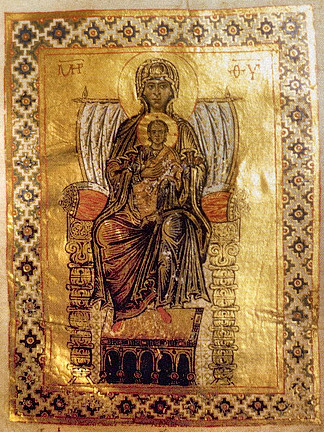
Miniature de la Mère de Dieu du psautier d'Egbert

Le manuscrit, qui était destiné à la cathédrale de Trèves, est en possession de la princesse Gertrude de Pologne au XIe siècle qui épouse le prince Iziaslav de Russie. C'est en Russie à Kiev qu'on ajoute au manuscrit un calendrier, des prières (sans doute écrites par elle) et cinq miniatures en style byzantin, dont une remarquable Nativité à la feuille d'or et au folio 41 recto une miniature de la Mère de Dieu trônant. C'est donc un manuscrit exceptionnel qui fait côtoyer des miniatures ottoniennes avec des miniatures byzantines. Gertrude avait une grande vénération envers saint Pierre, représenté dans ce codex, et son fils Iaropolk (canonisé par l'Église orthodoxe russe) reçoit le nom de Pierre au baptême. Plus tard, il fait construire l'église Saint-Pierre de Kiev et fait figurer l'apôtre sur ses pièces de monnaie. Une miniature du psautier représente Iaropolk et son épouse Cunégonde debout priant devant saint Pierre, tandis que sa mère Gertrude se jette aux pieds de l'apôtre.
En 1075, le psautier est envoyé à Rome, après que le père de Iaropolk est chassé du trône de Kiev, afin d'obtenir le soutien du pape. Iaropolk et son père s'étaient réfugiés en 1073 dans le Saint-Empire romain germanique, mais n'avaient pas obtenu de secours d'Henri IV pour retrouver le trône. Ils cherchent donc appui auprès de Grégoire VII qui lui-même a un différend avec l'empereur au sujet de la Querelle des investitures et lui remettent le psautier en audience en demandant le « patronicium beati Petri. » Ils retournent à Kiev en 1076. Grégoire VII adresse un bref au roi de Pologne et un autre à Sviatopolk de Kiev les admonestant de rendre le trône d'Iziaslav (celui-ci meurt en 1078).
Le psautier est aux mains au XIIIe siècle de la famille Andechs de Méranie, dont la tradition indique qu'il a servi à sainte Élisabeth de Thuringe. Son oncle Berthold, devenu prince-patriarche d'Aquilée, l'emporte à Cividale, où il se trouve toujours.

## Source
- (de) Cet article est partiellement ou en totalité issu de l’article de Wikipédia en allemand intitulé « Egbert-Psalter » (voir la liste des auteurs).